# Homert (Ebbegebirge)
Die Homert ist ein 538,3 m ü. NHN hoher Berg des Ebbegebirges im Westteil des Sauerlands im Märkischen Kreis, Nordrhein-Westfalen in Deutschland.

## Geographische Lage
Die Homert erhebt sich im nördlichen Griesingrücken, einem Nordwestausläufer des Ebbegebirges, am Nordwestrand des Naturparks Ebbegebirge. Sie ist der höchste Berg im Lüdenscheider Stadtgebiet, deren Innenstadt etwa 4,5 km nördlich liegt. Herscheid liegt 7 km östlich, Meinerzhagen und Kierspe befinden sich im Mittel etwa 7,2 km südlich und Halver liegt 10,5 km (je Luftlinie) westlich.
Am Osthang der Homert verläuft die Bundesautobahn 45; jenseits davon erstreckt sich die Versetalsperre mit dem Waldlehrpfad an der Hokühler Bucht. Etwa 450 m südlich des Berggipfels entspringt der Jubach, der die etwas südwestlich liegende Jubachtalsperre als Volme-Zufluss durchfließt. Der Weiler Homert liegt etwa 300 m südöstlich des Gipfels.

## Tourismus
Der auf der Homert errichtete Aussichtsturm „Homertturm“ ermöglicht einen weiten Blick über das Sauerland bis an die Grenzen des Ruhrgebiets. An seinem Fuß stehen die SGV-Hütte „An der Homert“ und die „Fritz-Kaether-Hütte“.
Auf Wanderwegen finden sich Möglichkeiten für Spaziergänge und Wanderungen, zum Beispiel zu den zuvor genannten Stauseen. Die wenige Meter nördlich der Homert gelegene Wanderwegskreuzung liegt auf 530,1 m Höhe.